# 布拉索夫足球俱樂部
布拉索夫足球俱樂部（羅馬尼亞語：Fotbal Club Brașov）是羅馬尼亞的職業足球俱樂部。主場位於布拉索夫。設立于1936年，自設立以來有41個賽季都參加了羅馬尼亞足球甲級聯賽的賽事。球隊的主場是Silviu Ploeșteanu球場。2016–17年聯賽結束後，布拉索夫宣布球隊將不參加新賽季的乙組聯賽，並被宣布破產。

## 外部連結
- （罗马尼亚文） Official website

- （罗马尼亚文） FC Braşov fansite[永久]
- （罗马尼亚文） BrasovFANS website
- （罗马尼亚文） Liga Suporterilor Stegari
- （罗马尼亚文） La Stegaru' （页面存档备份，存于）
- （罗马尼亚文） Steagu.ro
- （罗马尼亚文） FCSteagu.ro
- （罗马尼亚文） Kronsport